# Grosley-sur-Risle
Grosley-sur-Risle es una comuna francesa situada en el departamento de Eure, en la región de Normandía.

## Demografía
| 366 | 417 | 524 | 502 | 507 | 493 | 527 |
| Para los censos de 1962 a 1999 la población legal corresponde a la población sin duplicidades (Fuente: INSEE [Consultar]) |     |     |     |     |     |     |

## Riesgos
La prefectura del departamento de Eure incluye la comuna en la previsión de riesgos mayores  por:
- Presencia de cavidades subterráneas.
- Riesgos por inundación.

## Personajes vinculados
- René Alexandre, actor francés, estableció aquí una residencia para actores excombatientes (él mismo combatió en la Primera Guerra Mundial).